# Bartholomäus Schink
Bartholomäus (Barthel) Schink, född 25 november 1927 i Köln, Tyskland, död (avrättad) 10 november 1944 i Köln, var en tysk motståndsman och medlem av Ehrenfelder Gruppe.
Schink var först en medlem av Edelweißpiraten och växlade till Ehrenfelder Gruppe, som bekämpade den nazistiska regimen och utförde olika typer av sabotage. Hösten 1944 greps de flesta av rörelsens ledare av Gestapo. Efter flera dagars tortyr avrättades Schink och tolv andra "Ehrenfelder" offentligt genom hängning.